# RusHydro
RusHydro (russisch РусГидро RusGidro) (früher bekannt als HydroOGK) ist ein russisches Energieunternehmen. Es entstand 2004 bei der Aufspaltung des russischen Energiekonzerns Unified Energy System (UES). RusHydro ist weltweit der zweitgrößte Betreiber von Wasserkraftwerken und Russlands größter Energieversorger. Zugleich ist es das größte Folgeunternehmen von UES.
Das Unternehmen besitzt und betreibt Wasserkraftwerke in Russland mit einer installierten Leistung von rund 30.000 MW. Darunter befinden sich auch das größte Wasserkraftwerk Russlands „Sajano-Schuschenskaja“ mit 6.400 MW und das Pumpspeicherkraftwerk Sagorsk. RusHydro ist der größte Produzent von Elektrizität aus Wasserkraft in Russland. Am 23. Dezember 2016 wurde ein neues Speicherkraftwerk im Nordkaukasus eingeweiht.

## Geschichte
Im Zuge der Privatisierung war ursprünglich geplant, die Wasserkraftwerke – wie die Kernkraftwerke – in einer Staatsholding zusammenzufassen. Die Aufspaltung von UES verlief aber sehr zögerlich und war erst 2008 abgeschlossen. RusHydro vollzog daher den Gang an die Börse, um Kapital einzuwerben. Seit Juli 2009 wurden Global Depository Receipts (GDRs) unter dem Ticker „HYDR“ im International Open Book (IOB) Segment der London Stock Exchange (LSE) gehandelt. Die Marktkapitalisierung am 3. Juli 2009 lag bei 10 Mrd. US-Dollar. Seit Januar 2015 werden auch sponsored ADRs an den internationalen Börsen angeboten. Das Unternehmen ist im Aktienindex RTS-Index gelistet. Die Wasserkraft hat einen Anteil von 79 %, die übrigen Kraftwerke haben 21 %.